# ニュートラル (企業)
ニュートラル株式会社（英: Neutral Co., Ltd.）は、システム開発関連の自社パッケージ開発、受託開発、技術教育を業務の中心とする日本の会社である。

## 沿革
- 2000年（平成12年）
  - 3月 - 会社設立。
  - 5月 - 東京営業所・福岡営業所を開設。
  - 10月 - 浜松営業所を開設。本社を名古屋市中区大須4丁目1番18号に移転。
- 2002年（平成14年）3月 - 丸紅、丸紅建材リース、一六キャピタルとの共同出資により子会社・株式会社アルファビアを設立。
- 2003年（平成15年）
  - 4月 - CAD/CAM事業部設立。
  - 11月 - ERPビジネス本部設立。
- 2004年（平成16年）
  - 1月 - 東京営業所を東京都港区浜松町2丁目4番1号に移転。
  - 7月 - 福岡営業所を福岡県福岡市博多区博多駅東1丁目11番5号に移転。
  - 9月 - 静岡事業所を開設。
- 2005年（平成17年）11月 - 株式会社ジークホールディングス設立。
- 2007年（平成19年）
  - 5月 - 大阪事業所を開設。
  - 11月 - 株式会社システムバンガードと合併。
- 2009年（平成21年）5月 - 東京事業所を分社化し、株式会社エヌティ・ソリューションズ設立。
- 2010年（平成22年）
  - 3月 - 浜松事業所を静岡事業所に統合。
  - 4月 - 大阪事業所、福岡事業所を移転。
  - 5月 - 海外ビジネス事業開始に伴い、海外ビジネス課を設立。
- 2015年（平成27年）4月 - 日本ユニテック株式会社を吸収合併。
- 2016年（平成28年）
  - 4月 - 株式会社アクロックスを吸収合併。
  - 7月 - 親会社の株式会社ジークホールディングスが株式会社豆蔵ホールディングス（現・JSEEホールディングス）に吸収合併。これに伴い、同社が親会社に移動する。
- 2021年（令和3年）4月 - 株式会社オープンストリームホールディングスの連結子会社化。
- 2024年（令和6年）7月 - 親会社のオープンストリームホールディングスの持株会社が株式会社豆蔵K2TOPホールディングスからアクセンチュア株式会社へ変更。

## 商号の由来
ニュートラルは "2000年設立"、"どこへでも素早く動ける ニュートラルポジション"を表す。

## 関連企業
- オープンストリームホールディングス
- オープンストリーム